# Erythrococca sanjensis
Erythrococca sanjensis är en törelväxtart som beskrevs av Radcl.-sm.. Erythrococca sanjensis ingår i släktet Erythrococca och familjen törelväxter. Inga underarter finns listade i Catalogue of Life.